# Мот-і-бейлі
Мот-і-бейлі (англ. motte-and-bailey, від англ. motte — гора, пагорб; англ. bailey — замковий двір) — термін для позначення особливого типу середньовічного замку, що являє собою обнесений частоколом двір, усередині якого або поряд розташований увінчаний дерев'яною фортецею пагорб.

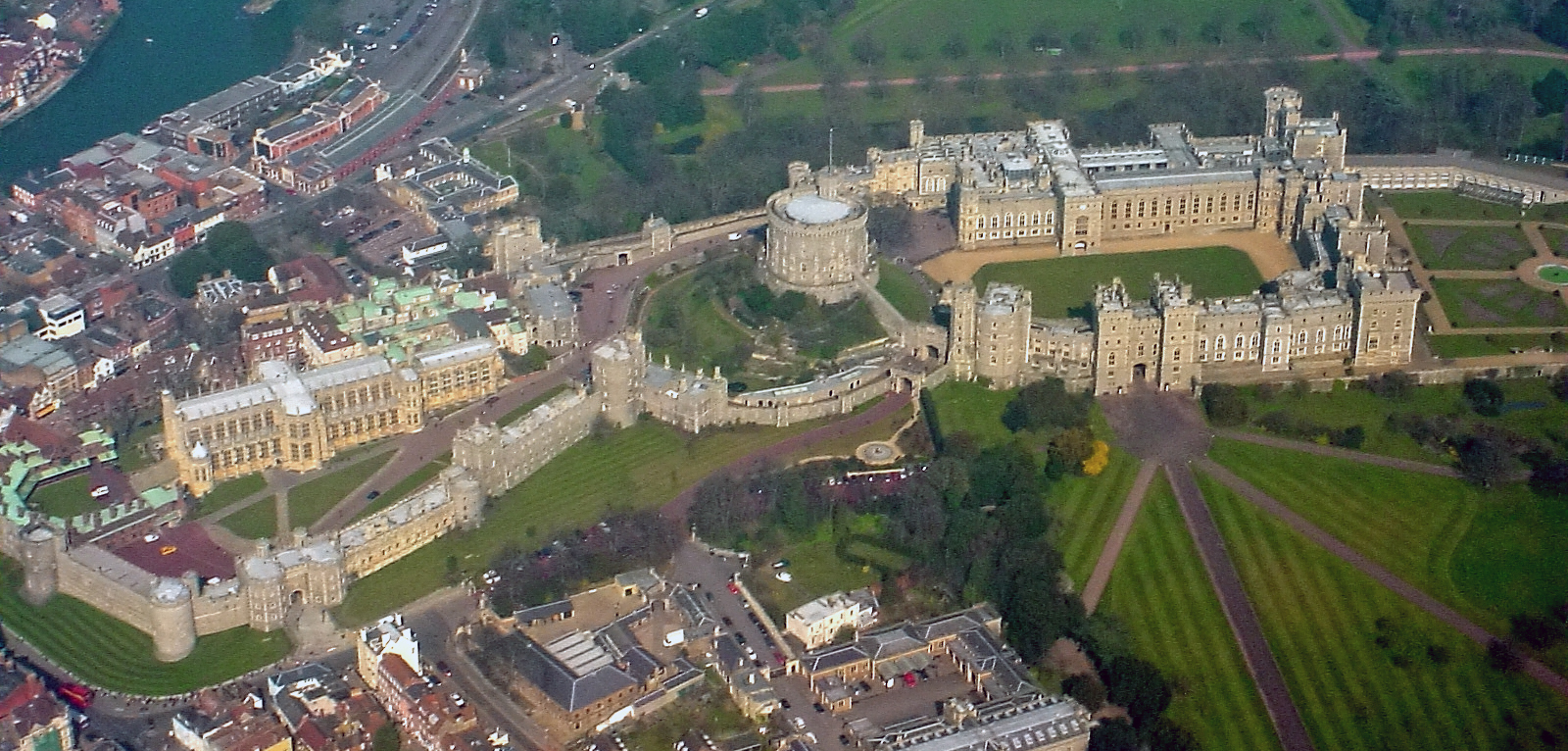
Віндзорський замок

Подібні замки були поширені у Франції в XI–XII століттях, а після нормандського завоювання 1066 року — в Уельсі, Англії та Шотландії. Термін походить від злиття французького слова motte «пагорб», і англійського bailey «двір замку».
Головна перевага замків подібного типу полягала в тому, що їх будівництво не займало багато часу й зусиль. Однак вони були досить вразливі в часах набігів ворогів і, бувши дерев'яними, часто ставали жертвами пожежі, тому наприкінці XII століття почалося тотальне будівництво замків з каміння.

## Мот

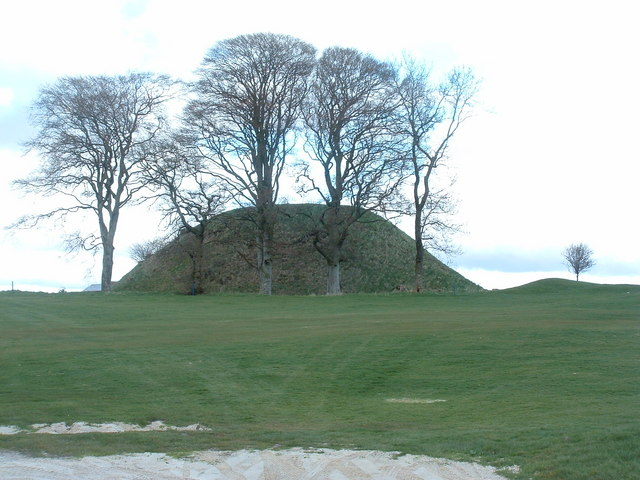
Пагорб — єдине свідчення замку motte and bailey, що збереглось (Південний Ланаркшир, Шотландія)

Мот являв собою насипний пагорб із землі, часто змішаної з гравієм, торфом, вапняком чи хворостом. Висота насипу в більшості випадків не перевищувала 5 метрів, хоч іноді сягала 10 й більше метрів. Поверхню часто вкривали глиною чи дерев'яним настилом. Пагорб був круглий або наближений до квадрату в основі, діаметр пагорба був принаймні вдвічі більший за висоту.
На верхівці зводилась дерев'яна, а згодом кам'яна, оборонна вежа, оточена палісадом. Навколо пагорба був заповнений водою або сухий рів, з землі якого формувався насип. Доступ до вежі здійснювався через перекидний дерев'яний міст і влаштовану на схилі пагорба драбину.

## Бейлі
Поняття бейлі включало великий внутрішній двір площею (за рідкісними винятками) не більш ніж 2 гектари, що оточує чи примикає до motte, а також різноманітні житлові й господарські будови — житло господаря замку і його воїнів, конюшні, кузню, склади, кухню тощо — всередині нього. Ззовні двір був захищений дерев'яним палісадом, потім ровом, що заповнювався з найближчої водойми, та земляним валом. Простір усередині бейлі міг бути розмежований на кілька частин, або поблизу моту могло бути кілька прилеглих один до одного дворів.